# Manandonite
La manandonite est un minéral de la famille des silicates, sous-famille des phyllosilicates et du groupe de la serpentine.

## Invention
1912

## Étymologie
De son lieu de découverte, la vallée de Manandona.

## Topotype
Antandrokomby pegmatite, Manandona Valley, Sahatany Pegmatite Field (Mt Ibity area), Vakinankaratra Region, Antananarivo Province, Madagascar.